# Pablo Albertinazzi
Pablo Enrique Albertinazzi (n.  1 de marzo de 1978, Córdoba, Córdoba, Argentina) es un baloncestista profesional argentino que desarrolló gran parte de su carrera en Italia. Se inició profesionalmente y se retiró en el club argentino Tiro Federal y Deportivo Morteros.

## Carrera
Se inició deportivamente en el Club Atlético Talleres de Córdoba en sus categorías formativas, luego pasó a Tiro Federal y Deportivo Morteros, jugando en la Liga B. Tras dos temporadas en el club, se dirigió al Ferro Carril Oeste, que se encontraba disputando la Liga Nacional de Básquet. El 15 de septiembre de 1996 se dio su debut en la máxima categoría del baloncesto argentino. Luego de mantenerse en el club por un año, se dirigió a los clubes Deportivo Roca y Club Belgrano, ambos de primera división, por dos temporadas en cada uno. 
En 2001, Albertinazzi se dirigió a Italia, para jugar en el Nuova Sebastiani Basket Rieti de la Serie B1. El año siguiente vistió los colores del Cestistica San Severo de la Serie B2. Al finalizar esa temporada, volvió a Argentina, convirtiéndose en jugador de Gimnasia y Esgrima de la ciudad de Comodoro Rivadavia. Junto con el club disputó el Campeonato Sudamericano de Clubes Campeones 2003, donde obtuvieron el subcampeonato. La temporada subsiguiente, cambió de club para jugar en el Club Sportivo Ben Hur. Esa misma temporada, el club obtuvo su primer título en la Liga Nacional de Básquet. 
En 2005 retornó a Italia y durante el período 2005 - 2009, vistió la camiseta de diversos clubes, uno por temporada. Ellos fueron Pallacanestro Catanzaro, Giovanni Ruso Cagliari, Pasta Granaro Corato y Cemetir Maddaloni (en ese orden); los primeros tres de la Serie B2 y el último de la Serie B Dilettanti.
En 2009 se produjo su llegada al Orlandina Basket. En este club, Albertinazzi logró 2 ascensos consecutivos, el primero de la Serie C Dilettanti a la Serie B Dilettanti y el segundo desde esta última a la Divisione Nazionale A. Además consiguió la Copa Italia LNP 2009/10 y convertir un triple doble. En 2011, por motivos personales, Albertinazzi decidió volver a Argentina en noviembre

Será recordado como el capitán del renacimiento.
Enzo Sindoni, presidente del Orlandina Basket, 28 de noviembre de 2011

Una vez en su país, Albertinazzi fue contratado por el Club San Martín de Corrientes como reemplazo temporáneo del lesionado Lucas Victoriano. Tras finalizar la temporada regular, con San Martín descendido, fue contratado por el Club Atlético Lanús para afrontar la etapa de playoffs ante la lesión de Juan Pablo Cantero. En julio de 2012 fue presentado como jugador del Tiro Federal y Deportivo Morteros, participante del Torneo Federal de Básquetbol, la tercera categoría del baloncesto argentino.

## Trayectoria
- Club Atlético Talleres de Cordoba - ( Argentina): Inferiores.
- Tiro Federal y Deportivo Morteros - ( Argentina) - Liga B: 1994-1996.
- Ferro Carril Oeste - ( Argentina) - LNB: 1996-1997.
- Deportivo Roca - ( Argentina) - LNB: 1997-1999.
- Club Belgrano - ( Argentina) - LNB: 1999-2001.
- Nuova Sebastiani Basket Rieti - ( Italia) - Serie B1: 2001-2002.
- Cestistica San Severo - ( Italia) - Serie B2: 2002-2003.
- Gimnasia y Esgrima (Comodoro Rivadavia) - ( Argentina) - LNB: 2003-2004.
- Club Sportivo Ben Hur - ( Argentina) - LNB: 2004-2005.
- Pallacanestro Catanzaro - ( Italia) - Serie B2: 2005-2006.
- Giovanni Russo Cagliari - ( Italia) - Serie B2: 2006-2007.
- Pasta Granoro Corato - ( Italia) - Serie B2: 2007-2008.
- Cementir Maddaloni - ( Italia) - Serie B Dilettanti: 2008-2009.
- Orlandina Basket - ( Italia) - Serie B Dilettanti - Serie C Dilettanti - Divisione Nazionale A: 2009-2011.
- Club San Martín de Corrientes - ( Argentina) - LNB: 2011-2012.
- Club Atlético Lanús - ( Argentina) - LNB: 2012.
- Tiro Federal y Deportivo Morteros - ( Argentina) - Torneo Federal de Básquetbol: 2012 - 2014.

## Palmarés

### Campeonato Nacionales
- Club Sportivo Ben Hur - ( Argentina) - LNB: 2004/05.
- Orlandina Basket - ( Italia) - Copa Italia LNP: 2009-2010.
- Orlandina Basket - ( Italia) - Serie C Dilettanti : 2009-2010.
- Orlandina Basket - ( Italia) - Serie B Dilettanti : 2010-2011.